# Andrew Rose (Fußballspieler)
Andrew Mark Rose (* 9. August 1978 in Ascot) ist ein ehemaliger englischer Fußballspieler.

## Karriere
Rose kam 1995 als Trainee (dt. Auszubildender) im Rahmen des zweijährigen Youth Training Scheme zu Oxford United. 1996 gewann er mit dem Jugendteam den Southern Junior Floodlit Cup, zu seinen Mitspielern zählten unter anderem Paul Powell und Elliot Jackson. Im Sommer 1997 war er neben Jamie Cook und Nigel Emsden einer von drei Jugendspielern, die zur Saison 1997/98 einen Profivertrag erhielten. Bei Oxford befand sich Rose in Konkurrenz mit Les Robinson um den Platz des linken Außenverteidigers und kam in seiner ersten Profisaison lediglich zu einem fünfminütigen Kurzeinsatz gegen Port Vale. In der folgenden Zweitligasaison 1998/99 stand Rose im November bei einer 0:2-Niederlage gegen den FC Watford erstmals in der Startelf und hatte zu Saisonbeginn zudem zu einem 3:2-Erfolg im League Cup 1998/99 gegen Luton Town beigetragen, in den wenigen Einsätzen im restlichen Saisonverlauf konnte er aber nicht überzeugen. Oxford stieg am Saisonende als Vorletzter aus der First Division ab und sein im Sommer 1999 auslaufender Vertrag wurde von Trainer Malcolm Shotton nicht verlängert.
In der Folge spielte er in der Isthmian League, zunächst bei Harrow Borough, bei denen er 1999/2000 vereinsintern zum Spieler der Saison gekürt wurde und die erste Hauptrunde des FA Cups 2000/01 erreichte, in der man mit 0:3 beim Drittligisten Wycombe Wanderers unterlag. 2001 schloss er sich dem Ligakonkurrenten Maidenhead United an (73 Pflichtspiele/0 Tore), 2003 wechselte er zum FC Molesey.